# 한양예술실용전문학교
한양예술실용전문학교(漢陽藝術實用專門學校, Han-Yang Art Occupational College)는 경기도 안산시에 위치한 직업전문학교이다. 학교법인 한양학원과는 관계가 없는 기관이다.
1974년 5월 5일 수원이군자미용학원로 최초 설립되었으며, 2002년 고용노동부 직업능력개발 최초시설로 지정되었고, 2009년 교육부 학점은행 평생학습기관으로 인정되었고, 2014년 9월 1일에 Lees미용예술직업전문학교에서 현재의 한양예술실용전문학교의 상호로 변경하였다.

## 연혁
- 1974년: 이군자미용학원 설립
- 1992년: 리스미용학원 안산분원 개원
- 1993년: 청주가나미용학원 분원 개원
- 1995년: 리스미용학원으로 통폐합
- 2009년 7월: Lees미용예술직업학교로 명칭 변경
- 2014년 9월 1일: 한양예술실용전문학교로 교명 변경